# تی تاج شمالی

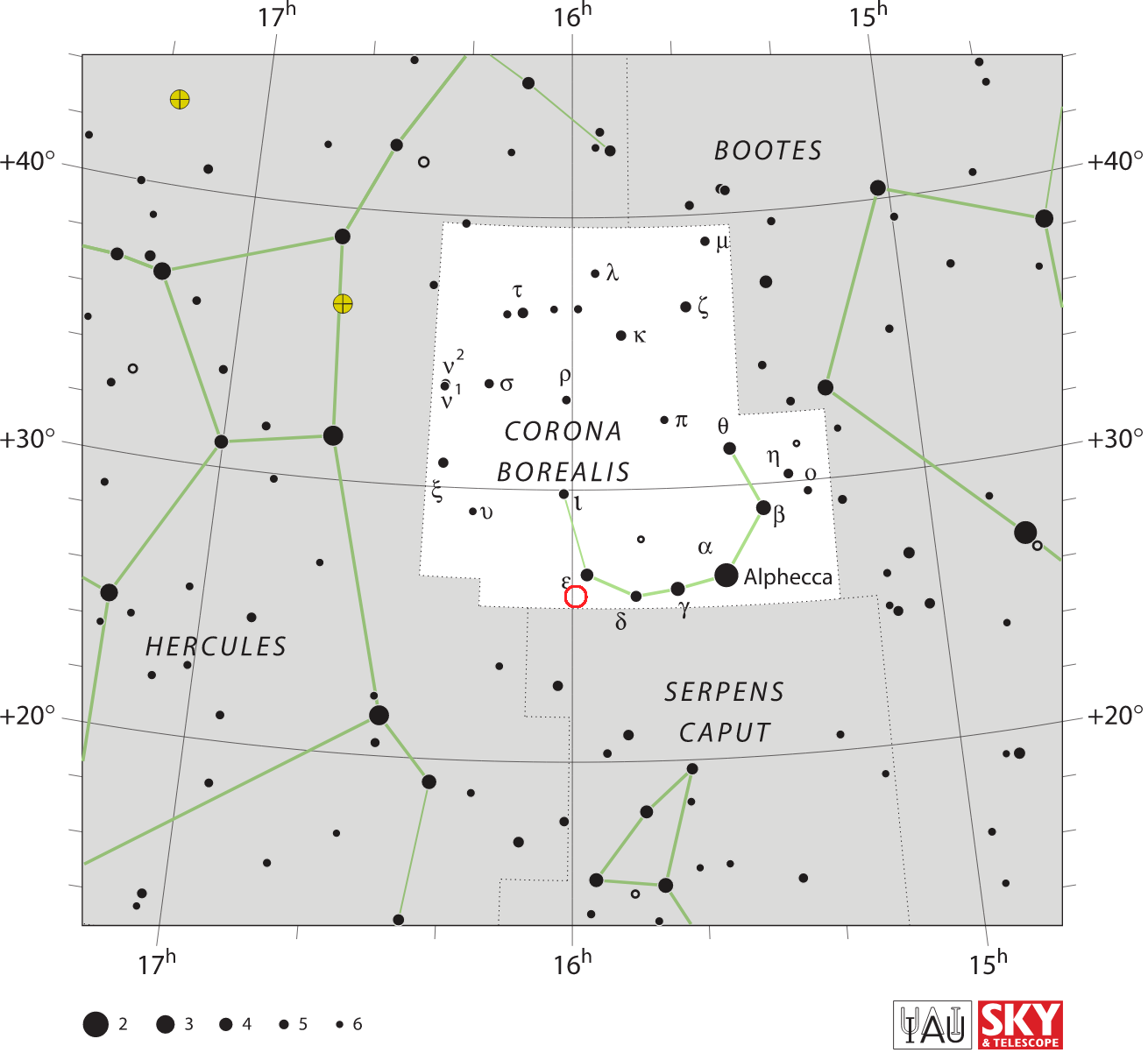
موقعیت «تی تاج شمالی»، دایرهٔ قرمز

تی تاج شمالی (انگلیسی: T Coronae Borealis) یا (به اختصار T CrB)، با نام مستعار ستاره دوتایی انفجاری، یک نواختر تکرارشونده که در صورت فلکی تاج شمالی قرار دارد. تی تاج شمالی برای نخستین بار در سال ۱۸۶۶ توسط جان بیرمنگام کشف شد٬، هرچند که پیش از آن به‌عنوان ستاره‌ای با قدر ۱۰ مشاهده شده بود. این ستاره ممکن است در سال‌های ۱۲۱۷ و ۱۷۸۷ نیز مشاهده شده باشد. [۱۴][۱۵] انتظار می‌رود که در سال ۲۰۲۵ نیز این ستاره دوباره دچار طغیان شود.

## ویژگی‌ها

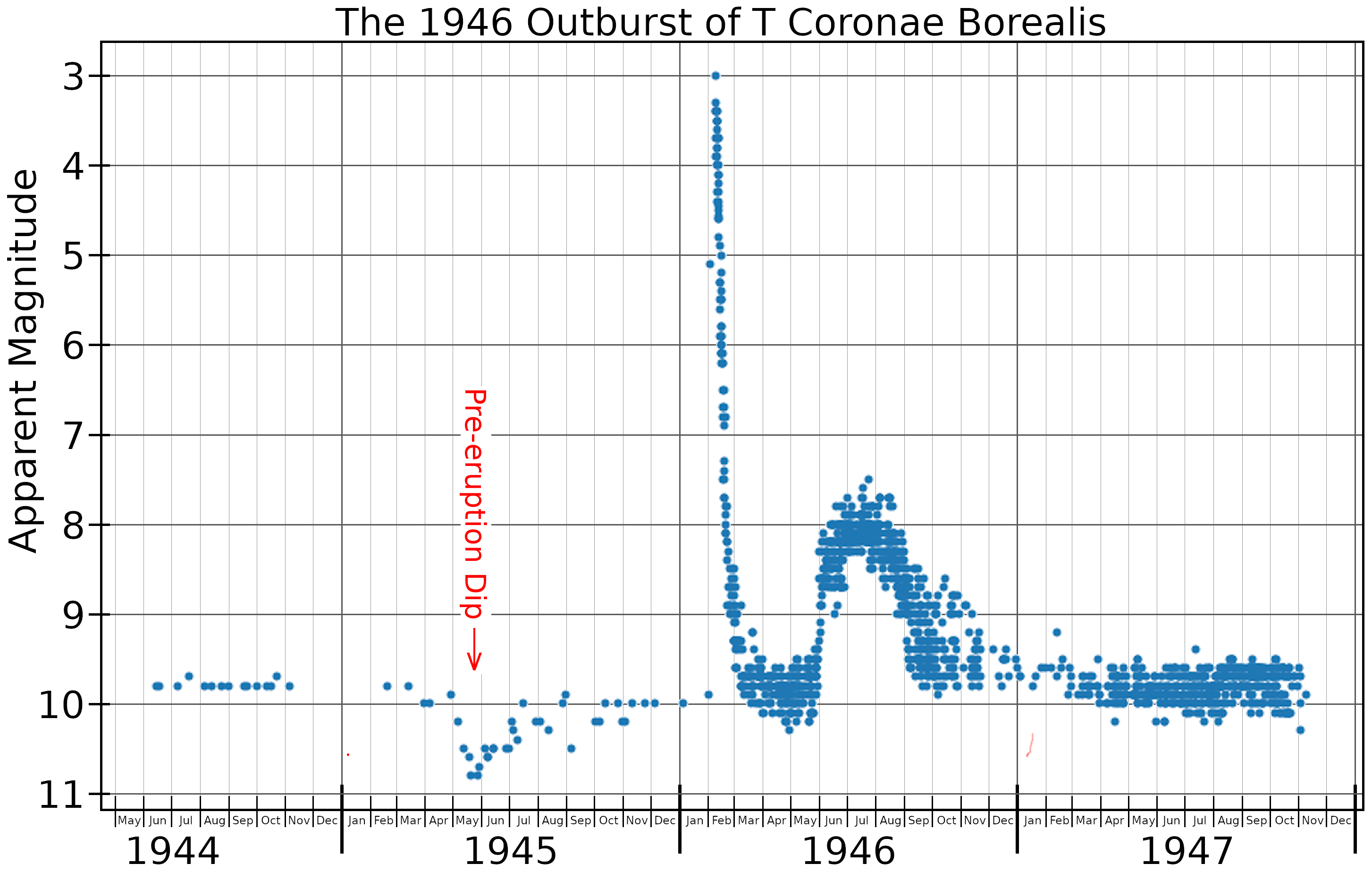
The light curve of T Coronae Borealis during the time surrounding its 1946 eruption, plotted from AAVSO data

(T CrB) معمولاً قدری در حدود ۱۰ دارد که نزدیک به مرز دوربین‌های معمولی است. طغیان دوبار دیده شده است، به بزرگی ۲٫۰ در ۱۲ می ۱۸۶۶ و قدر ۳٫۰ در ۹ فوریه ۱۹۴۶، [۱۷]، اگرچه مقاله جدیدتر طغیان ۱۸۶۶ را با محدوده اوج قدر ۲٫۵ ± ۰٫۵ نشان می‌دهد.[۱۸] حتی زمانی که در اوج قدر ۲٫۵ است، این نواختر برگشتی از حدود ۱۲۰ ستاره در آسمان شب کم نورتر است.[۱۹] گاهی به آن ستاره شعله‌ور نیز می‌گویند.[۲۰]